# Peñalara

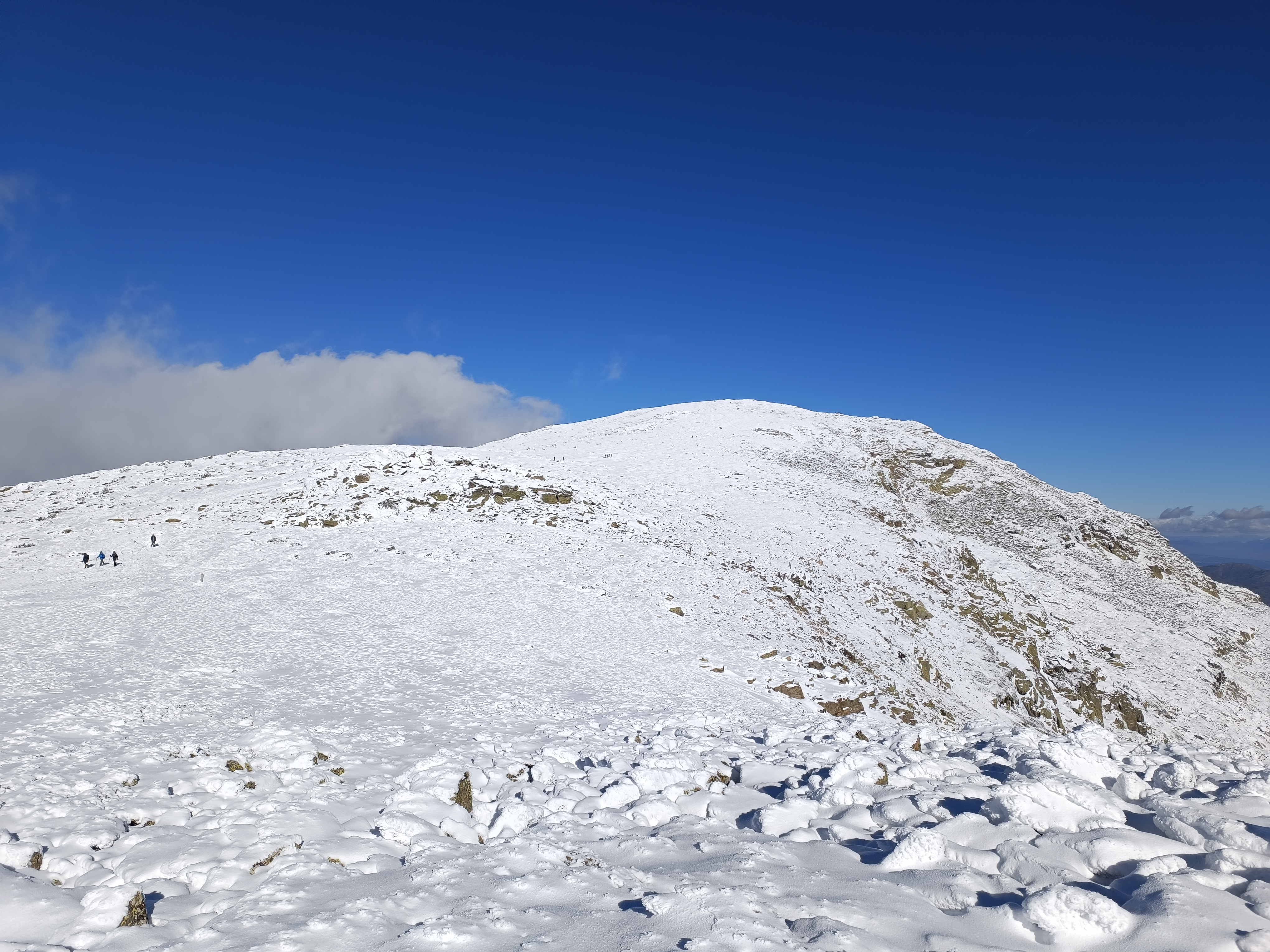
Ascendiendo a Peñalara con nieve.

Peñalara es una montaña del interior de la península ibérica, la más alta de la sierra de Guadarrama —perteneciente al sistema Central— y de las provincias españolas de Segovia y Madrid, con 2428 metros sobre el nivel del mar. El pico, uno de los más emblemáticos de este sistema montañoso, forma parte del parque nacional de la Sierra de Guadarrama.
En la cumbre hay un vértice geodésico y unos letreros de madera indicando varias rutas. Peñalara se encuentra en el centro del macizo montañoso de mismo nombre, conformado principalmente por gneises, que cuenta con una serie de picos alineados de suroeste a noreste: Dos Hermanas, Peñalara, el risco de los Claveles y el risco de los Pájaros. Los bosques de pino silvestre que tapizan las laderas de la montaña dejan paso, por encima de los 1900 metros de altitud, a las praderas alpinas y matorrales de alta montaña. A esta cota, y en la ladera este, existe un circo glaciar y más de veinte pequeñas lagunas donde viven más de diez especies de anfibios y otros animales de alta montaña. Se trata de una montaña muy frecuentada por montañeros y turistas gracias a su fácil acceso.

## Etimología
Una teoría sobre la etimología del nombre 'Peñalara' dice que viene de la unión de las palabras latinas penna y lara, que significan 'cabeza' y 'llanura' respectivamente. Por tanto, Penna Lara significaría «cabezas planas», nombre que hace honor a la silueta redondeada que tiene la cornisa de cumbres del macizo de Peñalara si se mira desde el este u oeste. La 'nn' del latín evolucionó a la 'ñ' española, dando lugar al nombre que actualmente tiene esta montaña: 'Peñalara'. 
Otra teoría relaciona el término con las otras «Peña Lara» que existen en Castilla y León, y con la propia comarca de Lara, que dio lugar a uno de los linajes más importantes de Castilla durante la Edad Media, la Casa de Lara. En esta comarca existe otro Peña Lara. Del alfoz medieval de Lara "partieron muchos de los pobladores de las tierras de Segovia que evocarían así, con este nombre, los añorados paisajes burgaleses dejados atrás". 
Julio Vías señala que ya en el siglo XIV esta montaña era conocida como "Peña Lara" (así aparece en el Libro de la montería) y en siglo XV se llamaba "Monte Gobia" (citado en Las decádas, de Alonso Fernández de Palencia). Constancio Bernaldo de Quirós aporta otras dos denominaciones antiguas: "Liruela" (Antonio Ponz, Viaje por España), seguramente derivado de hiruela o vereda, y "Canato" (Nicolás Fernández de Moratín, Poema de la Caza o La Diana): "Hay en la España Citerior un monte, Canato allá en lo antiguo se llamara y hoy Peñalara..." Algunas interpretaciones recientes relacionan esta denominación de Canato con la nieve que encanece las alturas de la montaña durante gran parte del año.

## Situación geográfica

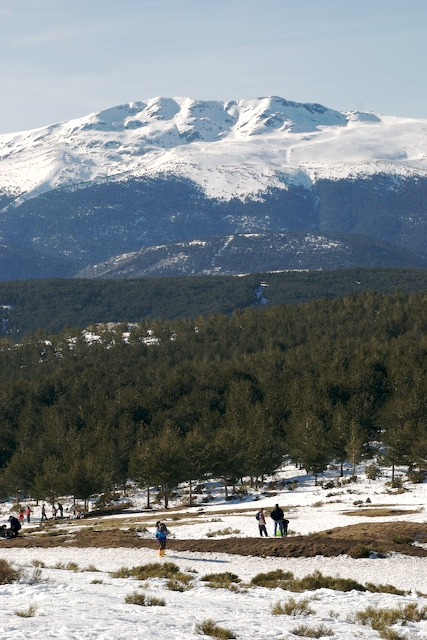
Vista del macizo de Peñalara desde el puerto de la Morcuera

Peñalara, que es el pico más alto de la sierra de Guadarrama, pertenece a los Montes Carpetanos y está en la zona central de la península ibérica y entre las dos submesetas de la Meseta Central. En la cima de la montaña hay un vértice geodésico de primer orden que indica una altitud de 2428,10 metros sobre el nivel del mar. La ladera este del pico está dentro del término municipal de Rascafría (Madrid) y del valle del Lozoya, y lado oeste está en el valle de Valsaín (Segovia). Las coordenadas de su cima son 40°51′N 3°57′O / 40.850, -3.950. La vertiente madrileña de esta montaña está protegida al pertenecer al parque nacional de la Sierra de Guadarrama, en el que hay diversos riscos, varias lagunas y tres circos, siendo todos ellos de origen glaciar.
La prominencia de Peñalara es de 1113 metros, siendo su punto mínimo el puerto del Boquerón (1315 m de altitud y a 11 km al sureste de Ávila).
Los municipios más cercanos a Peñalara son Rascafría y Cercedilla, en la Comunidad de Madrid, y San Ildefonso, en la provincia de Segovia. Sin embargo, el puerto de Cotos es el principal centro turístico de esta montaña. La cima de esta montaña está en el límite entre las provincias de Madrid y Segovia, e históricamente ha estado en la frontera de las dos Castillas, contando con cierto valor simbólico.

### Macizo de Peñalara
El pico de Peñalara es la culminación de un macizo montañoso de mismo nombre. Este macizo tiene una cornisa de picos de 5,8 km de longitud que se extiende de sur a norte desde el puerto de Cotos (1830 m) hasta el puerto de Los Neveros (2096 m). Esta cornisa coincide con el límite entre la Comunidad de Madrid y Castilla y León. Los picos que componen este macizo montañoso son los siguientes, ordenados de sur a norte:
- Hermana Menor (2271 m)
- Hermana Mayor (2285 m)
- Pico de Peñalara (2428 m)[7]
- Risco de los Claveles (2388 m)
- Risco de los Pájaros (2334 m)

## Medio natural

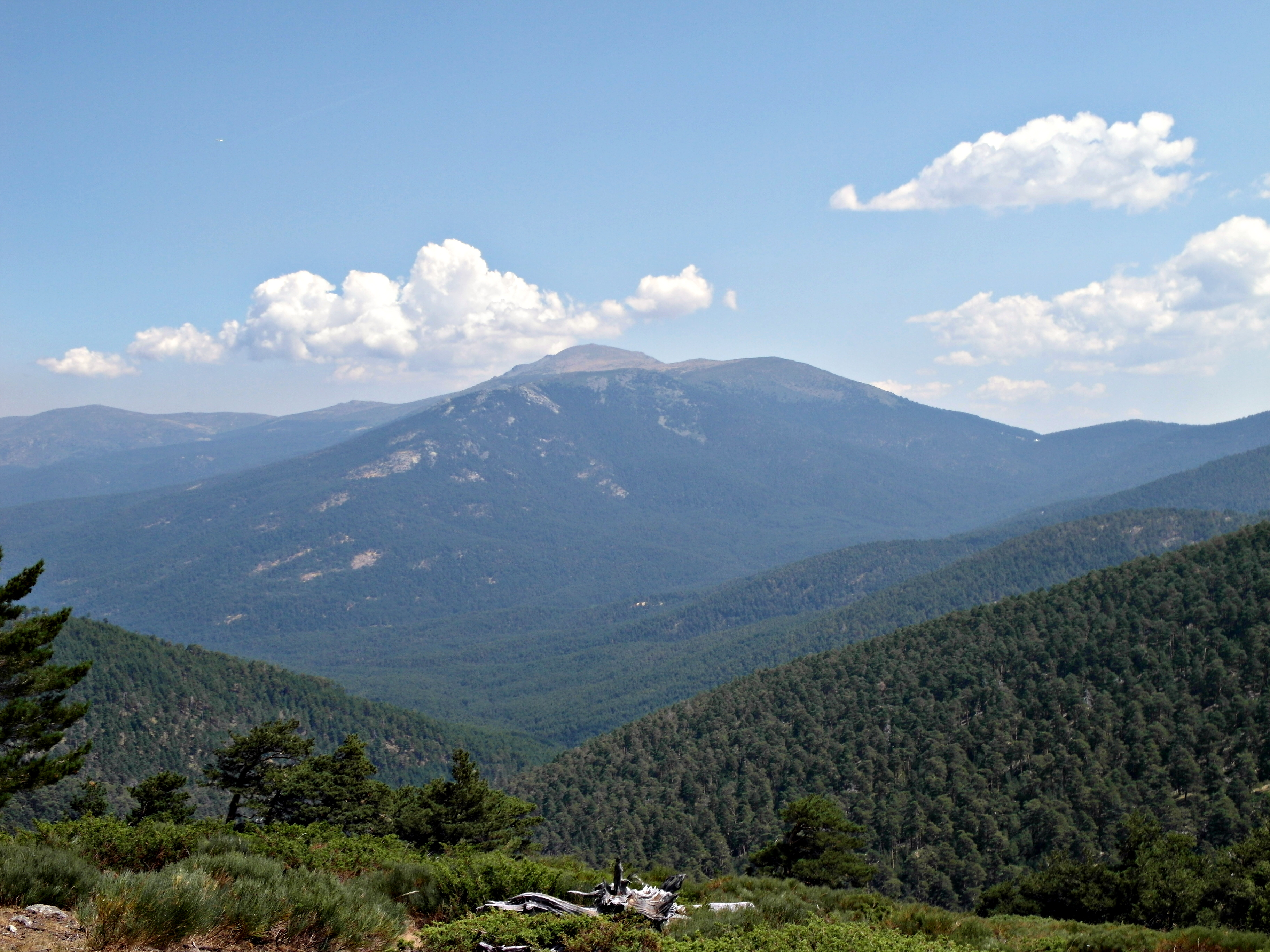
Vista del macizo de Peñalara desde Cerro Minguete. Se observan extensos pinares en sus faldas

### Flora y fauna
El contorno de Peñalara es, en general, redondeado y sin grandes sobresalientes. Las laderas de esta montaña están cubiertas de diferente vegetación, según la altitud. Desde los 1000 m a los 1300 podemos encontrar robledales en bastante buen estado. Desde los 1100 m a los 2000 m, el bosque predominante es el de pino silvestre. Esta especie arbórea forma bosques muy densos en todas las vertientes de Peñalara, siendo especialmente famoso el bosque de Valsaín (Segovia). El sotobosque que hay en esta zona está compuesto principalmente por helechos. Desde los 2000 m en adelante, la vegetación se compone por matorrales bajos de alta montaña como son el piorno y la retama. La principal causa de que los árboles no crezcan a esa altitud es el viento, que sopla con fuerza con mucha frecuencia. El factor del frío también influye en que no proliferen árboles adaptados a un clima más benévolo. En las laderas más inclinadas, los matorrales de alta montaña dejan paso a la piedra vista, que en este caso se trata de granito.
La descripción que hace Constancio Bernaldo de Quirós de estos pisos de vegetación en torno al año 1904 es muy parecida: "Los valientes pinos ceden, cerca de los dos mil metros de altitud, el escalamiento de la montaña, y la tierra sólo se cubre ya de praderas alpinas, en las cuales una florecita sin tallo extiende los gráciles pétalos amarillos. Después, la pradera también desaparece y aflora la piedra gneis en escombros, producto de la degradación secular de las cumbres."

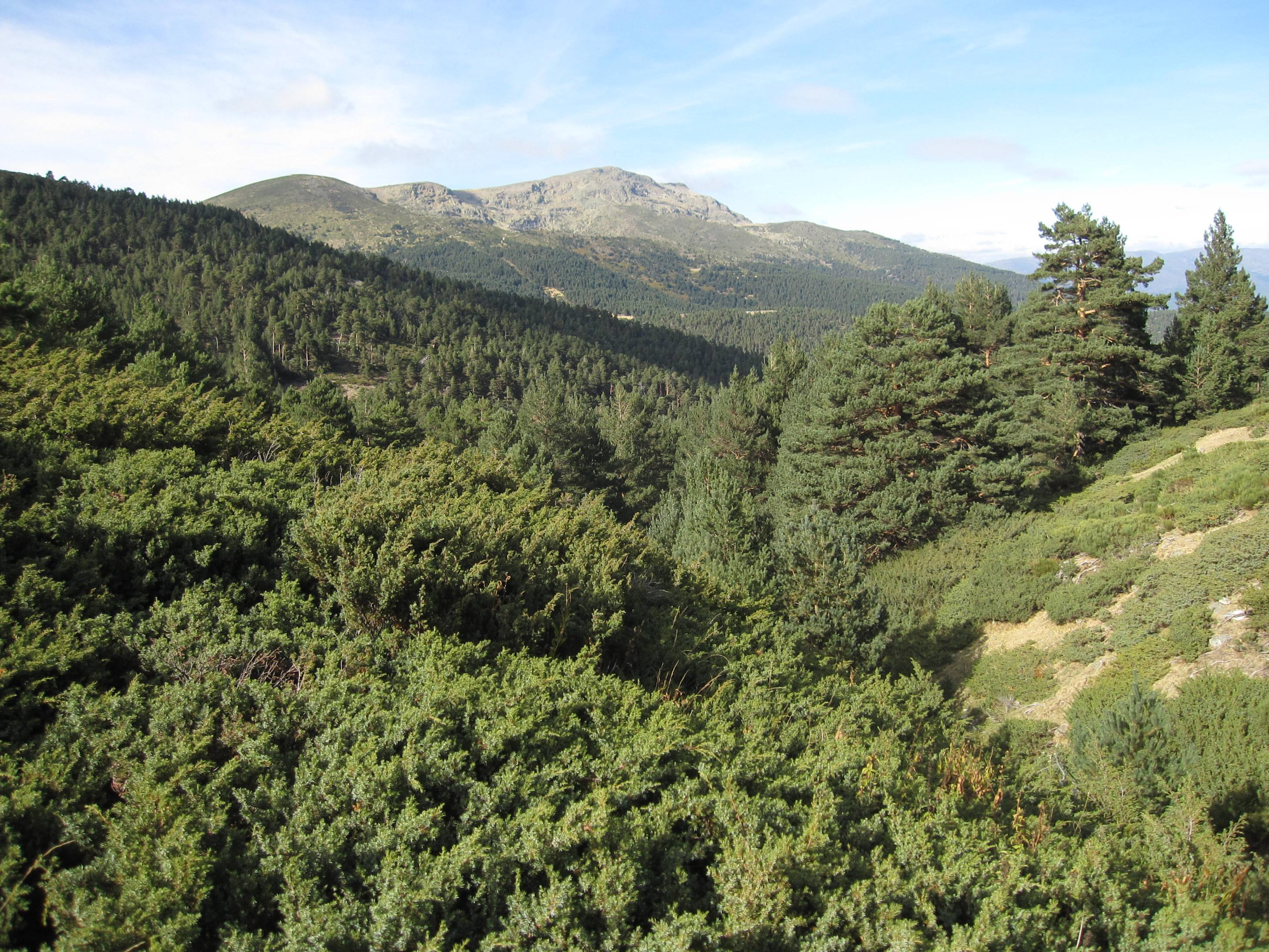
Cara sureste del macizo de Peñalara vista desde el valle de las Cerradillas

Lista de especies vegetalesDestacan las siguientes: piorno, jabino, cervuno, arándano, brezo, enebro, helecho, pino silvestre y flores silvestres de alta montaña.
En la ladera este de Peñalara hay zonas llanas en altitudes comprendidas entre los 2000 y 2100 metros en los que abundan las lagunas de origen glaciar, humedales y praderas alpinas. La fauna de la zona se compone de pequeños mamíferos, diez especies de anfibios que habitan las lagunas, águilas, buitres, cuervos y gran variedad de insectos.
Lista de especies animalesSalamandra común, acentor común, collalba gris, pechiazul, roquero rojo, chova piquirroja, águila imperial, buitre negro, topillo nival, lagartija roquera, lagartija serrana, mariposa Parnassius apolo, Graellsia Isabelae, Plebicula ni ecensis e Hyphoraia dejeani.

### Hidrografía

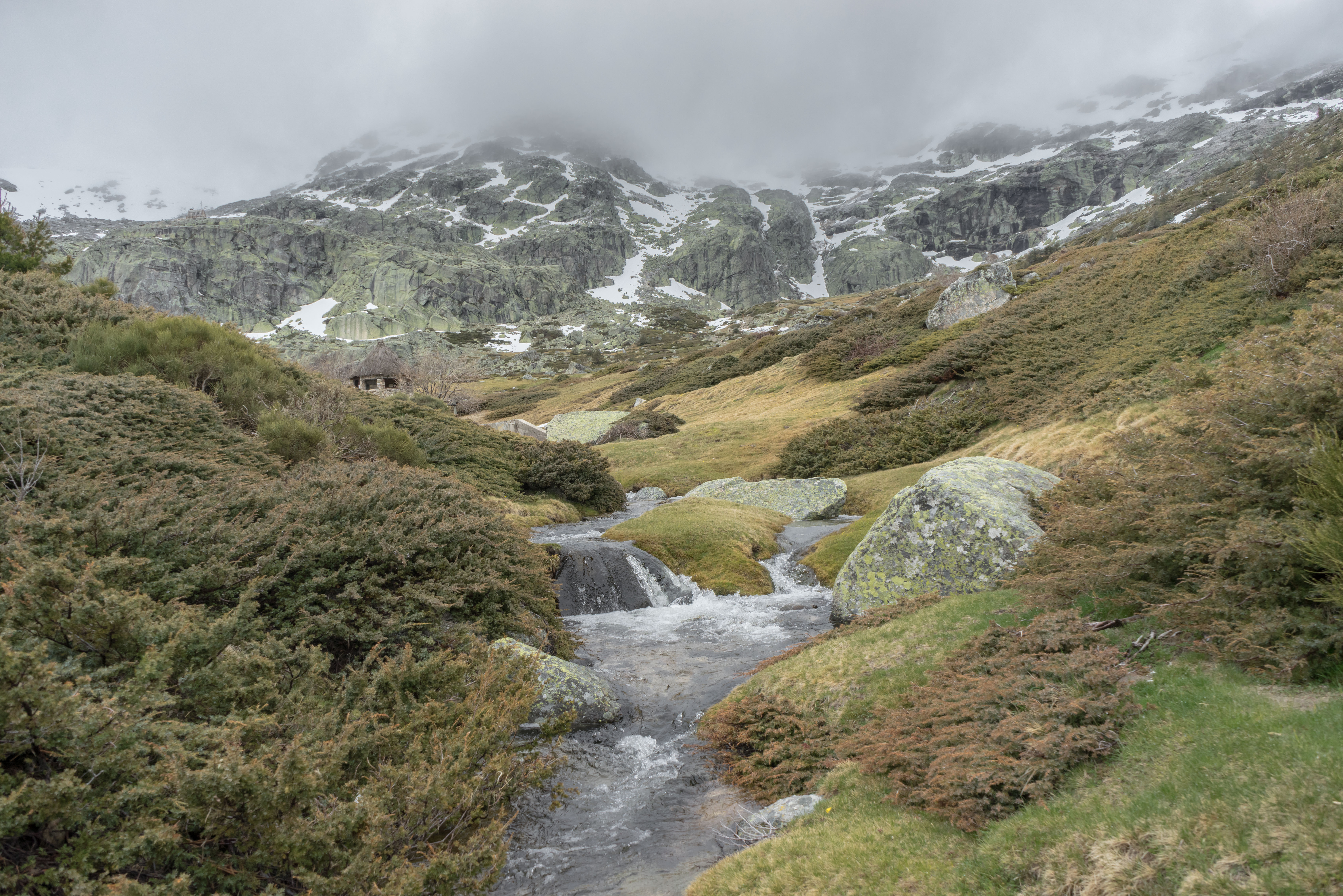
Arroyo de la Laguna

De las laderas de Peñalara emergen numerosas fuentes de agua, las cuales dan lugar a arroyos, y lagunas de alta montaña. En la ladera este hay bastantes más arroyos que en la vertiente oeste. Los más importantes de la cara este, ordenados de norte a sur, son los siguientes: arroyo de los Pájaros, arroyo del Breza, arroyo de la Pedriza, arroyo de la Laguna de Peñalara y arroyo de la Hoya del Toril. Todos ellos nacen a una altitud superior a los 1900 metros. La cara oeste de Peñalara es más seca que la anterior, sin embargo también existen arroyos que emergen de la zona alta de esta ladera.
En la vertiente este hay aproximadamente veinte pequeñas lagunas y charcas de origen glaciar que se ubican en zonas llanas a una altitud comprendida entre los 2000 y 2100 metros de altitud. Las tres más grandes e importantes, ordenadas de norte a sur, son las siguientes: laguna de los Pájaros, laguna de los Claveles y laguna Grande de Peñalara.

### Geología

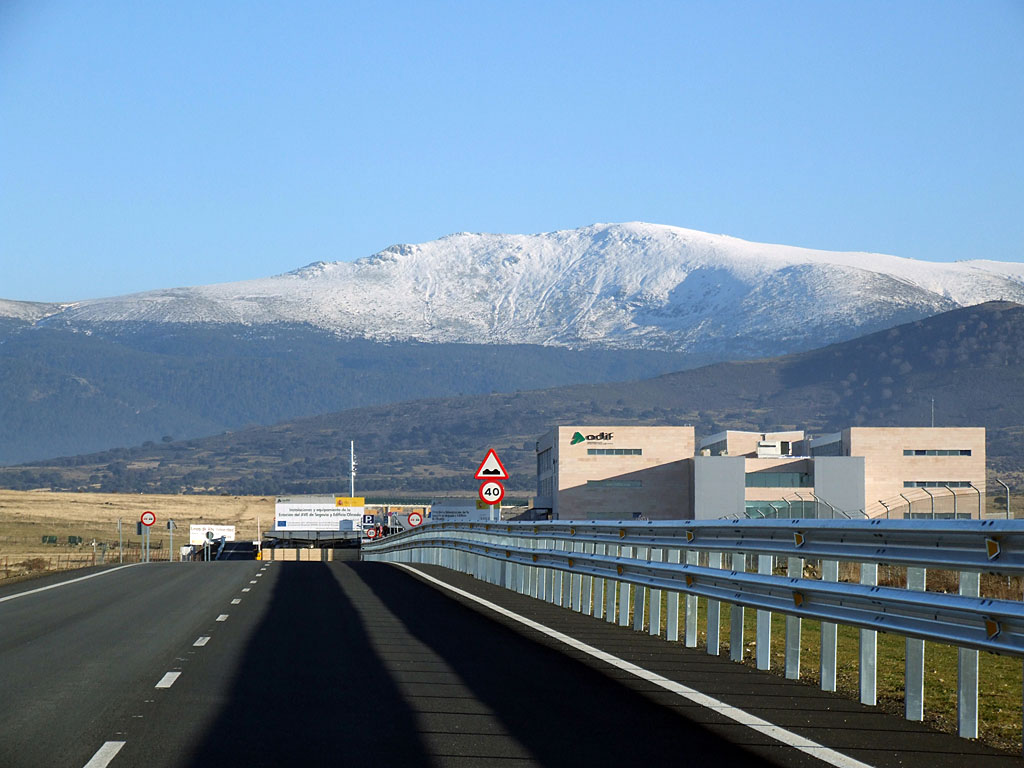
Vista invernal de la vertiente oeste del macizo de Peñalara, tomada desde la estación de Segovia-Guiomar

El pico de Peñalara es parte del resultado del choque entre las placas correspondientes a la Submeseta Sur y la Submeseta Norte, ambas pertenecientes a la Meseta Central de la península ibérica. La elevación de este macizo ocurrió en la Era Terciaria (hace unos 65 millones de años) aunque los materiales sobre los que se asienta (el zócalo granítico meseteño) sean anteriores (de la orogenia herciniana). El tipo de roca más predominante en este macizo montañoso es el granito, visible desde el exterior en las laderas con más pendiente y en la cornisa de cumbres.
La acción glaciar del Cuaternario (hace unos 1,8 millones de años) acabó de modelar varios de los relieves actuales del macizo de Peñalara con pequeños circos y morrenas de tipo pirenaico. El mayor circo glaciar que hay en este macizo es el circo de Peñalara, situado directamente al sur de la cima de Peñalara, en la vertiente este y a una altitud de 2000 metros. Otro circo glaciar, aunque este es más pequeño que el anterior, es la Hoya de Pepe Hernando. Está situada también en la vertiente este, al noreste del circo de Peñalara y a una altitud de 1900 metros. Cada uno de estos dos circos glaciares tienen una morrena.

### Clima

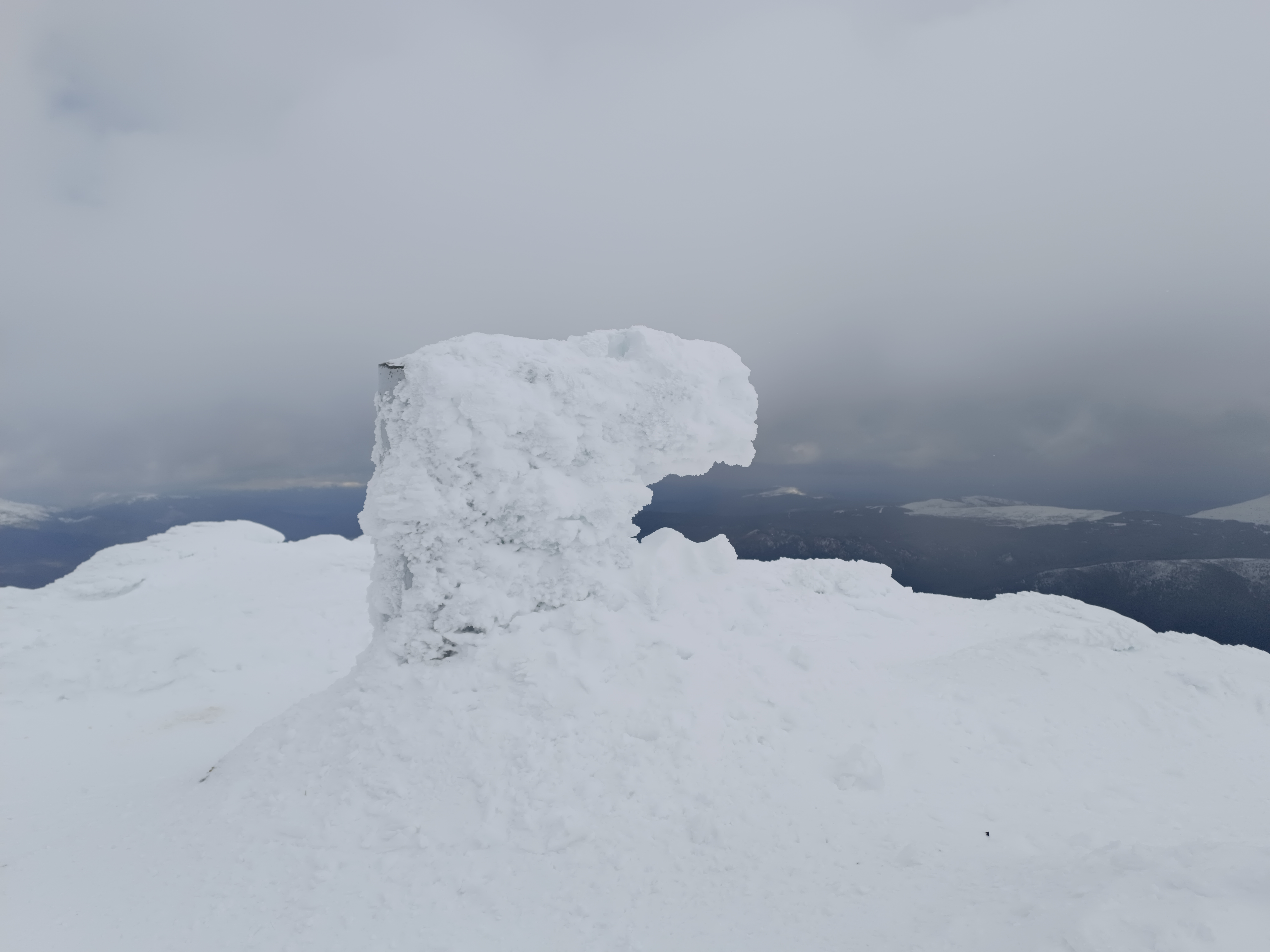
Vértice geodésico de Peñalara cubierto en una tormenta invernal.

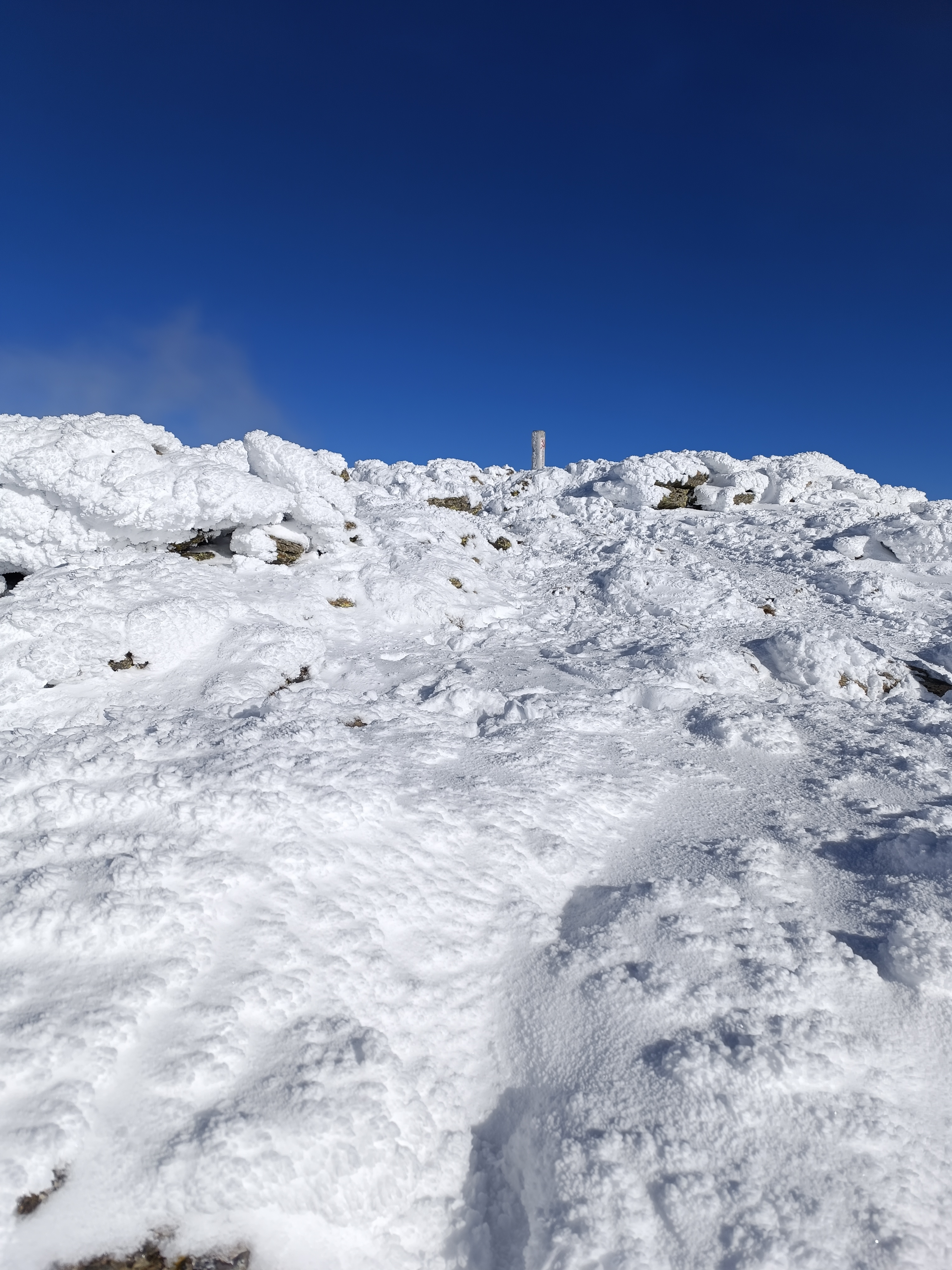
Cima de Peñalara en diciembre.

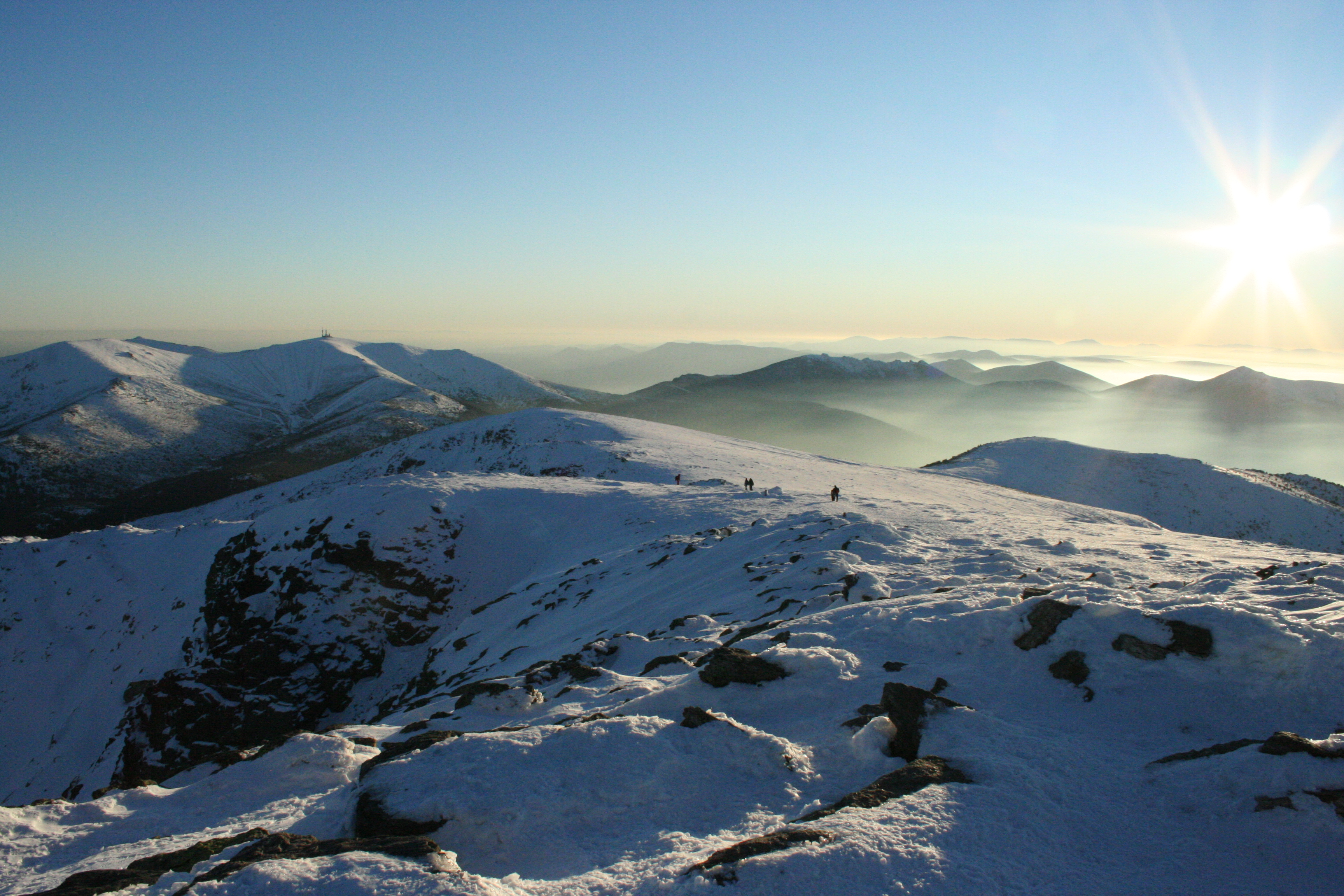
Vista desde Peñalara hacia la Bola del Mundo (izquierda) y Siete Picos (derecha). Últimas horas del día en noviembre.

El clima del pico de Peñalara es el característico de montaña, aunque tiene importantes influencias del clima mediterráneo continentalizado, que es el que hay en la Meseta Central. Las temperaturas varían con la altitud, es decir, cuanto más alto más bajas son, y las precipitaciones van en aumento. Las influencias del clima mediterráneo continentalizado se reflejan en la gran variación de temperatura respecto del día y la noche, que puede incluso llegar a alcanzar los 25-30 grados de oscilación en época estival. Las precipitaciones son, por lo general, abundantes (entre 800 y 2500 mm/año), dependiendo de la orientación y altitud de la zona, escaseando más en verano. Suelen ser en forma de nieve en los meses de noviembre a abril, y en las zonas más altas puede nevar desde septiembre hasta junio, conservándose neveros hasta julio e incluso agosto. Es preciso diferenciar dos grandes zonas climáticas en las laderas de Peñalara.
Entre los 1100 y 1600 metros de altitud, las temperaturas medias oscilan entre los 11 y 8 °C. En invierno se alcanzan temperaturas mínimas medias de -3 °C y en verano máximas de 25 °C. Las precipitaciones que caen en esta zona oscilan entre los 800 y 1000 mm anuales. Estas suelen caer en forma de nieve entre los meses de diciembre y marzo.
Entre los 1600 y 2428 metros de altitud, las temperaturas medias oscilan entre los 8 y 3 °C. En invierno se alcanzan temperaturas mínimas medias de hasta -9 °C y en verano máximas de 20 °C. La precipitaciones anuales de esta zona son muy abundantes, oscilando entre los 1200 y 2500 mm. Suelen ser de nieve entre los meses de noviembre y mayo, y ésta permanece en el suelo formando grosores que a menudo superan los dos metros, sobre todo con la formación de ventisqueros, muy normales dados los fuertes vientos de la meseta.

### Problemas ambientales
El clima del centro de la península ibérica es el mediterráneo continentalizado, caracterizado, en parte, por la escasez de precipitaciones durante el verano. Es por este hecho por el que los bosques de las laderas del pico de Peñalara corren un alto riesgo de sufrir los incendios forestales que todos los veranos azotan España. El calentamiento global que se avecina en el siglo XXI podría provocar graves daños en los ecosistemas de esta montaña. Las lagunas glaciares de la vertiente este podrían estar secas durante periodos muy largos y las subidas de temperaturas alteraría las condiciones de vida de la flora y fauna de Peñalara.
El problema de la presión urbanística, presente en numerosas zonas de la sierra de Guadarrama, no afecta a Peñalara porque sus laderas gozan de un nivel de protección reforzado con la creación del parque nacional de la Sierra de Guadarrama.

## Historia

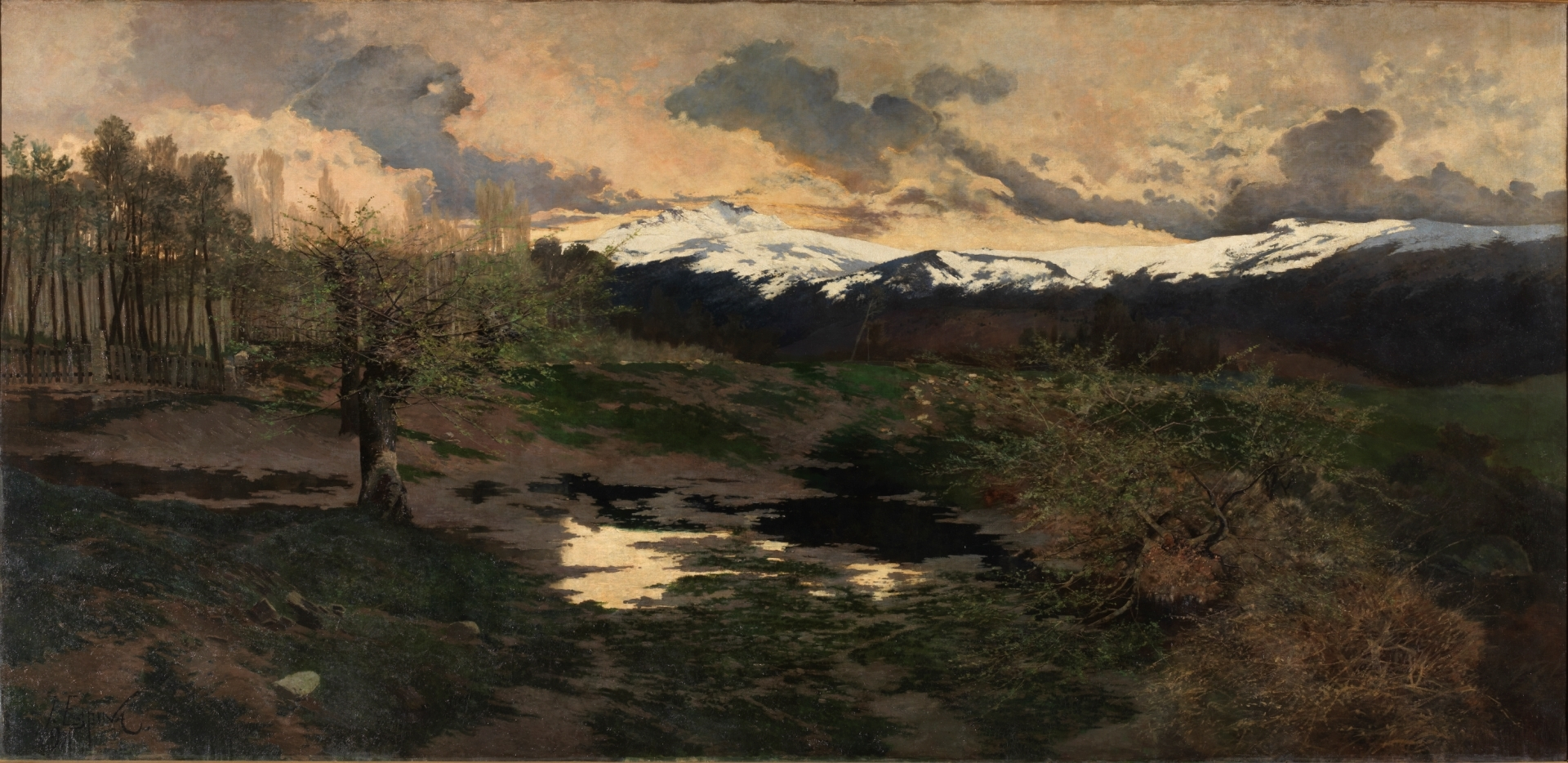
El pico de Peñalara (1897) de Juan Espina y Capo. Vista desde el valle del Lozoya

El pico de Peñalara ha sido desde siempre un importante referente en toda la sierra de Guadarrama debido a su altitud y al hecho de encontrarse en el punto de confluencia de las dos Castillas y de dos grandes valles, el del Lozoya y el de Valsaín. También era la montaña sagrada de los arévacos, pueblo celta que habitaba en el centro de la península ibérica antes de la llegada de los romanos. Era una montaña muy frecuentada por los pastores de los pueblos cercanos y por ello la primera ascensión a Peñalara no se conoce, ya que la dificultad que entraña su ascenso no es excesiva. Está documentado en un artículo de Alexander von Humboldt que en agosto de 1822 el cartógrafo y capitán de navío Felipe Bauzá y Cañas subió a la cumbre de Peñalara desde La Granja y por medio de un barómetro de mercurio determinó por primera vez la altitud de esta montaña en 1286,64 toesas (2506 metros) sobre el nivel del mar. 
Las verticales paredes de la vertiente este de este pico han sido la cuna de los principales escaladores y alpinistas madrileños de los siglos XX y XXI.
El conocimiento popular de la importancia geológica y medio ambiental de esta montaña se expande en la década de los años 1920, cuando varios intelectuales de la Institución Libre de Enseñanza destacaron el importante valor ecológico que posee la sierra de Guadarrama. En esa época se planeó la creación del parque nacional de Guadarrama para proteger las zonas altas de la sierra, incluido el pico de Peñalara. Finalmente ese proyecto no se puso en marcha debido a los cambios de gobierno y la Guerra Civil.

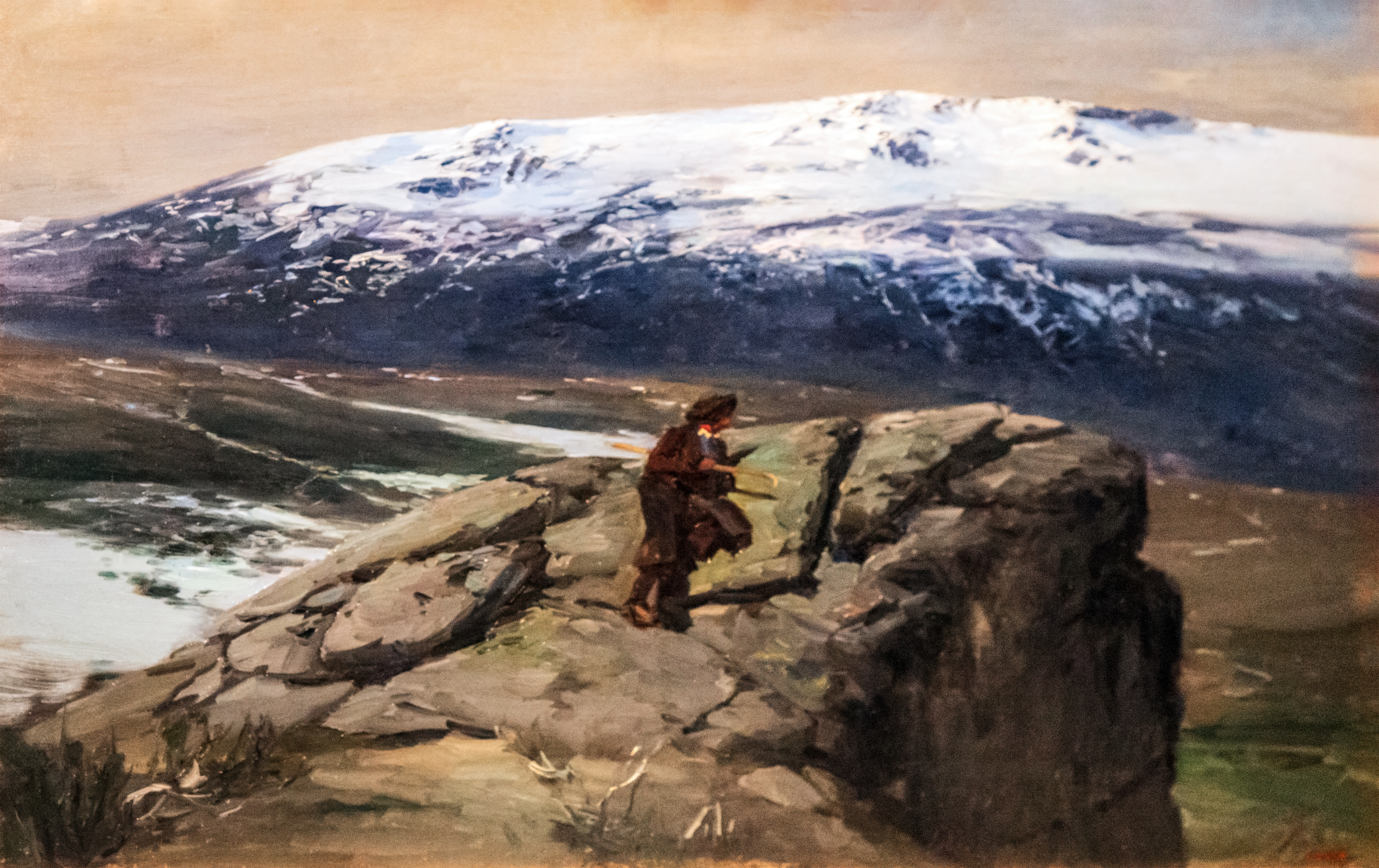
Peñalara (1891) por Jaime Morera

El gran interés científico y paisajístico que despertó el macizo de Peñalara a lo largo de la década de 1920 hizo que en 1930 fuera declarado Sitio Natural de Interés Nacional, con el objetivo de preservar el paisaje de ataques externos. Durante estas décadas, la Real Sociedad de Alpinismo Peñalara, creada en 1913, experimentó un gran crecimiento y participó activamente en la divulgación del conocimiento a cerca de esta montaña.

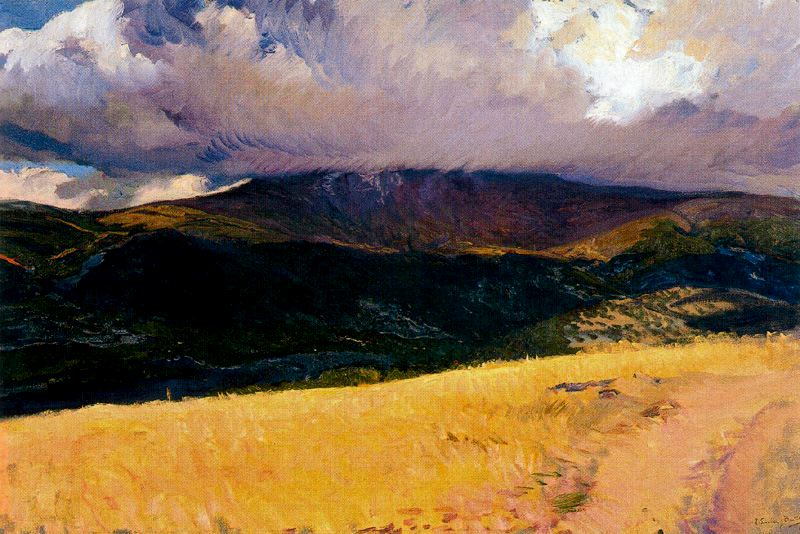
Tormenta sobre Peñalara (1906) de Joaquín Sorolla. Vista de la vertiente segoviana.

Durante la década de los años 1980, se creó un proyecto para proteger la vertiente este del pico de Peñalara, incluyendo el circo glaciar de Peñalara y las lagunas glaciares que salpican la zona. El 15 de junio de 1990, la Comunidad de Madrid declaró la vertiente este del pico como parque natural de la Cumbre, Circo y Lagunas de Peñalara mediante la Ley 6/1990, otorgando la administración del mismo al gobierno autonómico. Desde 1998 hasta principios de la década de 2000, se llevó a cabo el desmantelado de la antigua estación de esquí de Valcotos que ocupaba gran parte de la zona sur del área protegida. De esta forma, se eliminaron los remontes y se repoblaron con pino silvestre las antiguas pistas. Este hecho se puede considerar pionero en todo el mundo. También hay que destacar la mejora de las instalaciones del puerto de Cotos llevadas a cabo durante estos años.
A principios de la década de los años 2000, los gobiernos de la Comunidad de Madrid y de Castilla y León llevaron a cabo un proyecto para declarar como parque nacional de Guadarrama gran parte de la sierra de Guadarrama, incluido el pico de Peñalara. De esta forma, la vertiente oeste de esta montaña quedaría también protegida. Sin embargo, la declaración como parque nacional fue muy polémica y discutida, pues dejó amplias zonas de gran valor ecológico fuera del parque nacional de Guadarrama por parte de los gobiernos de la Comunidad de Madrid y Castilla y León.

## Rutas de ascenso

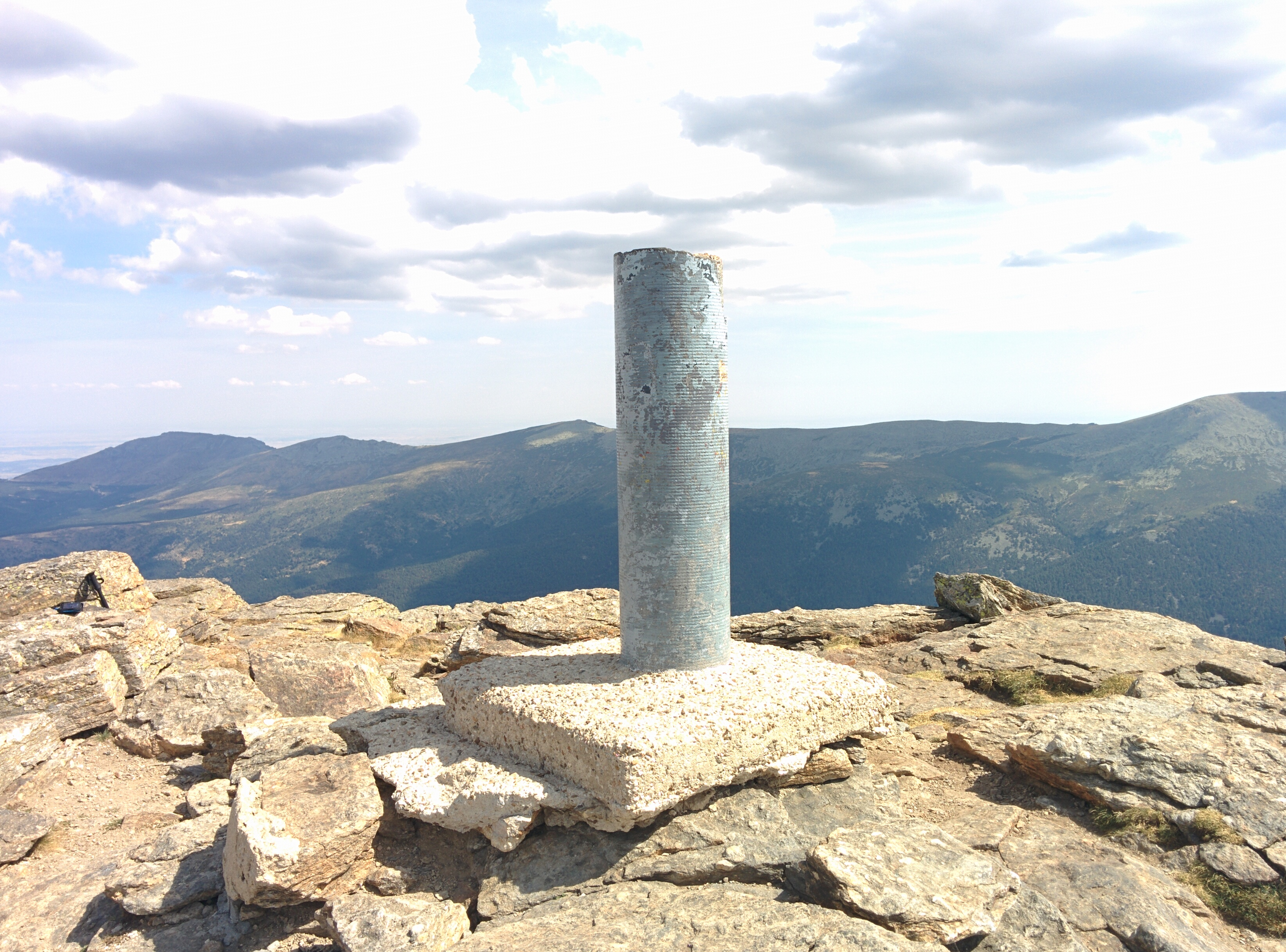
Vértice geodésico en la cima.

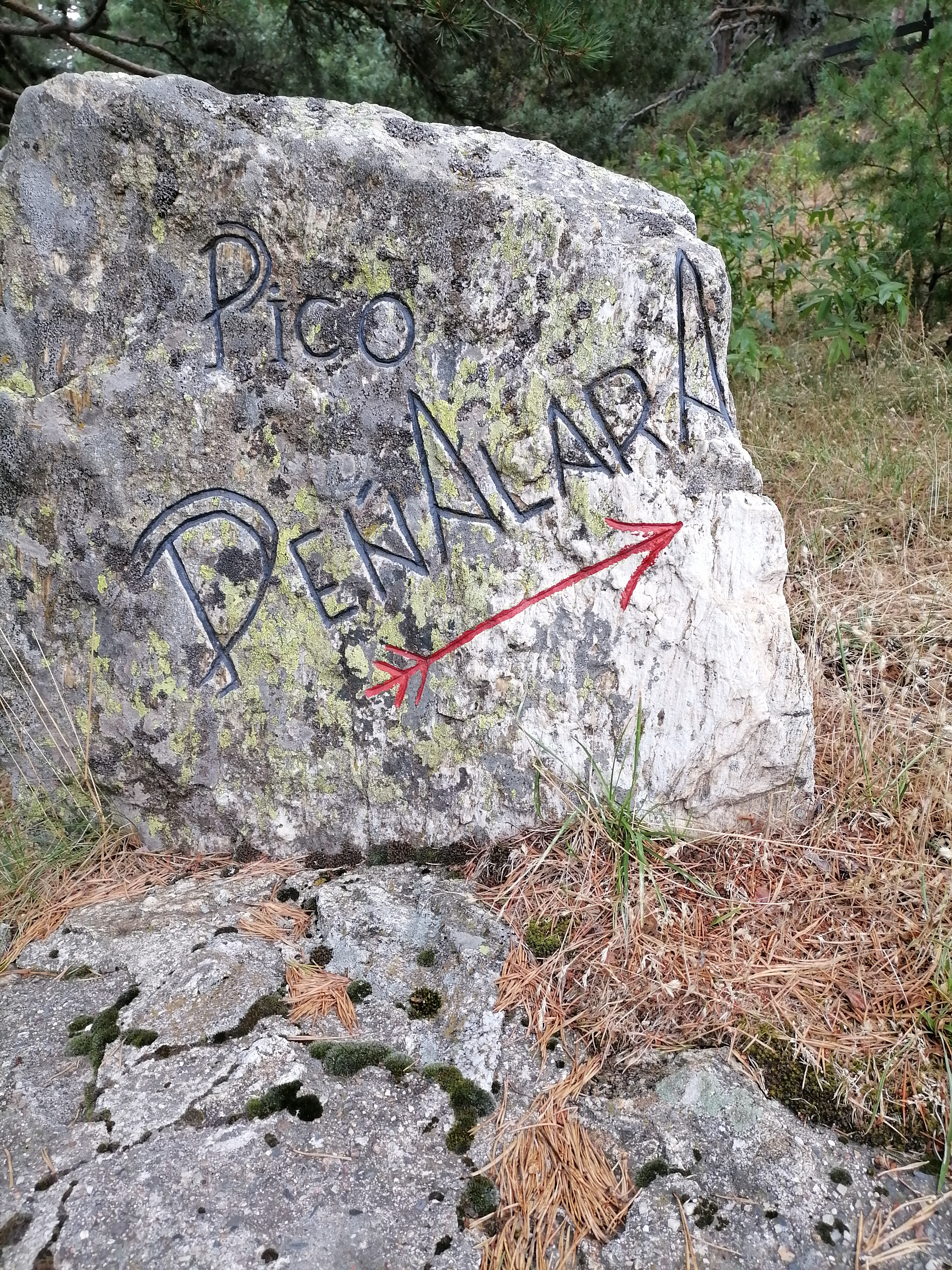
Señalando uno de los caminos en el Puerto de Cotos.

Es posible ascender desde el puerto de Cotos o desde el collado del Camino del Nevero, pero existen otras vías de acceso a la cumbre. Por la vertiente madrileña (la vertiente este) se puede acceder escalando las paredes de más de 300 metros de altura que hay en este lado del pico, aunque esta ascensión está prohibida si se comienza en el entorno de la laguna grande de Peñalara. En esta vertiente se abrió la Vía Sureste clásica variante "Ochoa" el 23 de mayo de 2010 por el alpinista madrileño J. Gárate en homenaje al alpinista navarro Iñaki Ochoa de Olza muerto el 23 de mayo de 2008 en el Annapurna I en terreno mixto y muros con pasos en roca grado III+ y pendientes de nieve que llegan a los 55° de inclinación.
En invierno se puede practicar la escalada en hielo en este lugar puesto que es muy común encontrarse con placas de hielo y nieve. La vertiente segoviana (la vertiente oeste) ofrece también unas laderas bastante inclinadas pero no llegan a ser paredes tan verticales como las de la otra vertiente. Hay un camino que sale desde La Granja de San Ildefonso y asciende por esta vertiente hasta la cima de Peñalara, el más habitual desde La Granja es el camino que parte de la Puerta de Cosío al oeste de los jardines y está indicado por carteles, este camino es de una pendiente continúa pasando por la estación meteorológica y subiendo al puerto del Nevero para luego ir por la cuerda hasta Peñalara, el desnivel de subida en esta ruta asciende a los 1200 metros aproximadamente. En invierno es necesario el uso de crampones y piolets debido a la abundancia de hielo y nieve que hay en cualquier ruta de ascenso a Peñalara.

### Desde el puerto de Cotos

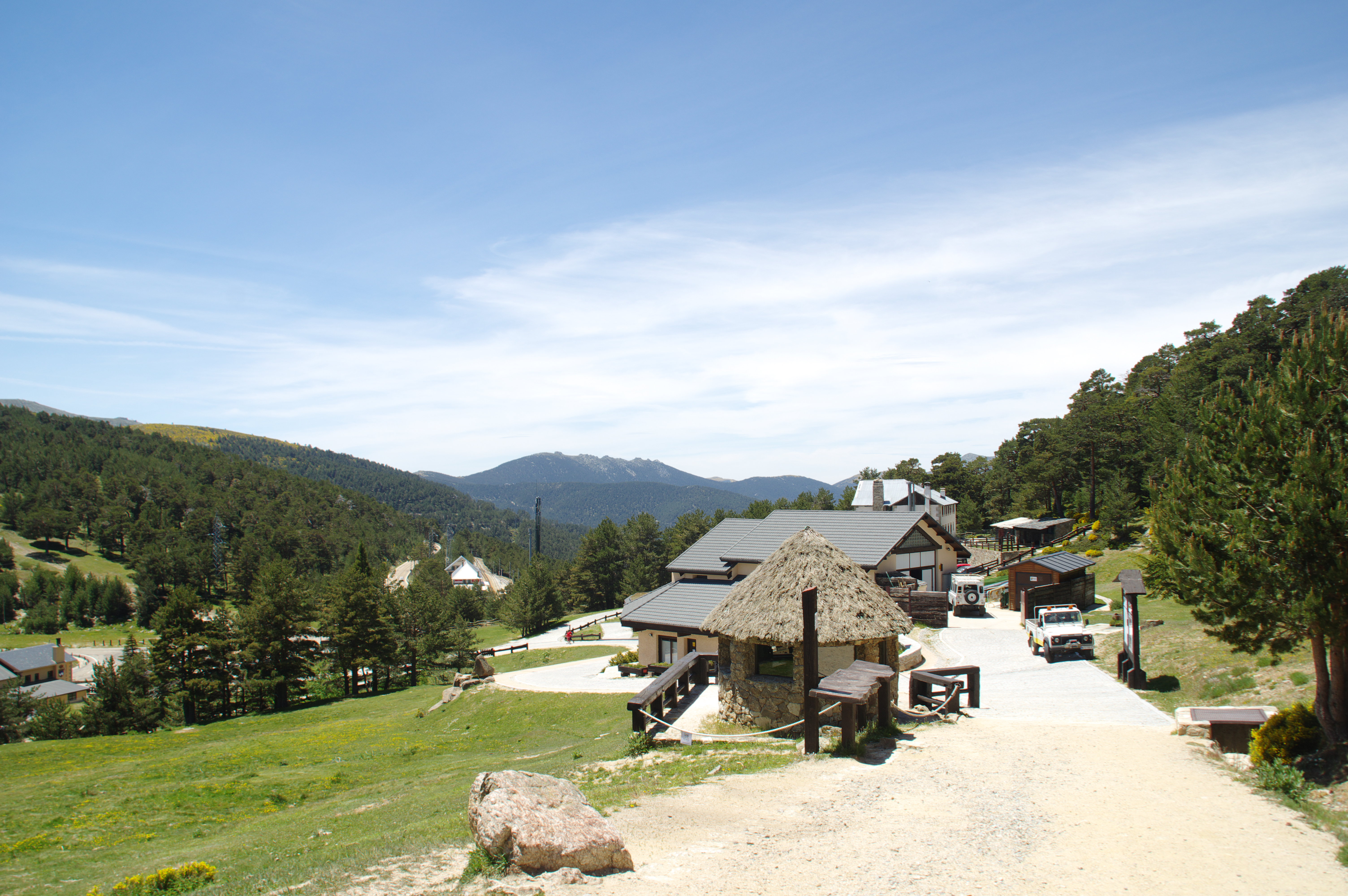
Inicio de la ruta de ascenso desde Cotos

Este ascenso a Peñalara no tiene grandes complicaciones. Es la subida más común y practicada, y se realiza por un camino en buen estado y bien señalizado. Tiene una longitud de 5,4 km, un desnivel acumulado de 600 metros y sale del puerto de Cotos (1830 m). Este sendero comienza por una pista bastante ancha y bien marcada que sale desde el citado puerto y asciende haciendo zetas, y hacia el noroeste, por la ladera sur de la Hermana Menor (2271 m). Tras recorrer 3,5 km se alcanza la cima de esta montaña, y ahí el camino gira hacia el norte-noreste. Desde la cima de la Hermana Menor la subida es mucho más suave y el sendero transcurre por la cornisa de cumbres del macizo de Peñalara. Después de medio kilómetro se alcanza la cima de la Hermana Mayor (2285 metros), y después de 1,4 km se llega a la cima de Peñalara, que está a una altitud de 2428 metros.

### Desde el Collado del Camino del Nevero
Otro camino de ascenso a la cima de Peñalara sale desde el collado del Camino del Nevero (2096 m) o desde la laguna de los Pájaros (2169 m), ambos lugares ubicados al norte de la cima. Este sendero tiene una longitud de 2,3 km pero es más complicado que el anterior ya que atraviesa el risco de los Pájaros (2334 m) y el de los Claveles (2388  m), dos lugares en los que hay que sortear paredes graníticas de dificultad media. Esta ruta de ascenso está mucho menos transitada que la anterior debido a su complicación.

## Turismo

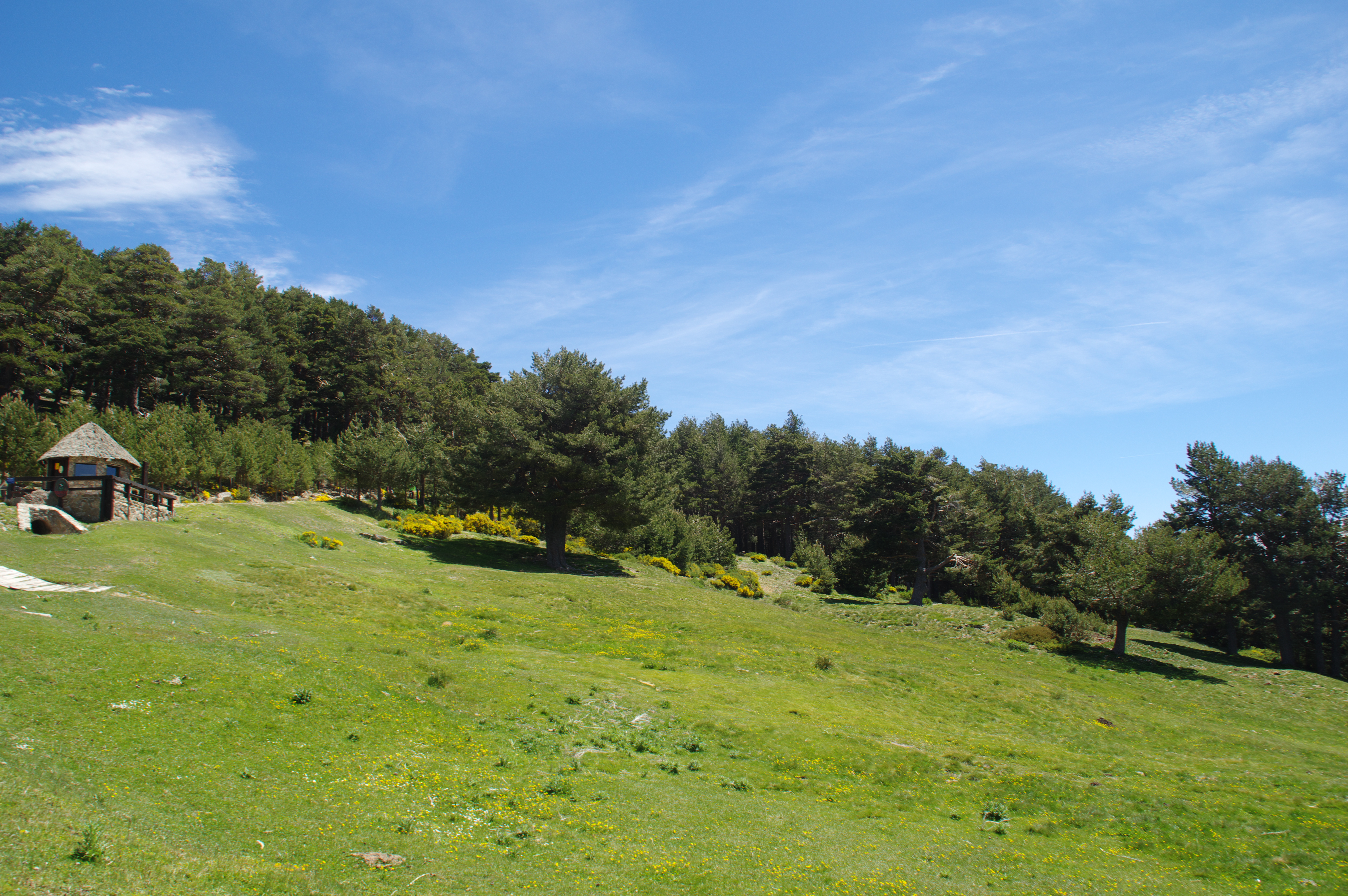
Pradera junto al puerto de Cotos

La cantidad de personas que visitan el pico de Peñalara y su entorno es muy grande, con un total de unos 135 000 visitantes anuales. Este hecho hace que existan una serie de instalaciones turísticas encaminadas a facilitar el acceso y la estancia del turista en esta montaña.
A 2,5 km al sur de la cima de Peñalara está el puerto de Cotos, un paso de montaña de 1830 metros de altitud que comunica las provincias de Madrid y Segovia. A este paso de montaña se accede desde los municipios de Rascafría (Madrid) y La Granja de San Ildefonso (Segovia), o desde el puerto de Navacerrada. En el puerto de Cotos hay un aparcamiento de vehículos con más de 2000 plazas, una estación de ferrocarril que comunica con Cercedilla (Madrid), una parada de autobús que comunica con Madrid, un restaurante, un edificio del Club Alpino Español y un centro de información turística. Desde este puerto sale la ruta más conocida que asciende a la cima de Peñalara. Desde la creación del parque natural de Peñalara en 1990 se han ido produciendo mejoras en las instalaciones turísticas, permitiendo una mayor afluencia de visitantes.

## Cartografía
- Mapa "guía de la Sierra de Guadarrama 1:50 000", editado por I.G.N.. ISBN 84-234-3412-0
- Mapa "excursionista de Guadarrama 1:25 000", editado por editorial Alpina. ISBN 84-8090-159-4
- Mapa "excursionista de La Pedriza 1:25 000", editado por editorial Alpina. ISBN 84-8090-160-8
- Mapa "sierra de Guadarrama 1:50 000", editado por La Tienda verde. ISBN 84-611-3107-X